# 飯柴智亮
飯柴 智亮（いいしば ともあき、1973年 - ）は、日本出身でアメリカ合衆国国籍の軍事コンサルタント。

## 経歴
東京都出身。
1999年、北ミシガン州立大学卒業後、米国永住権を取得した。アメリカ陸軍に入隊して、後に不名誉除隊、2003年にアメリカ合衆国の国籍を取得した。

## 著書
- 第82空挺師団の日本人少尉、並木書房、2005年　ISBN 4-89063-189-5
- 最強軍用銃　M4カービン、並木書房、2007年　ISBN 978-4-89063-210-7
- 日米同盟崩壊 ～もう米軍は日本を中国から守らない、集英社、2011年　ISBN 978-4-08780-594-9
- イラストでまなぶ! 世界の特殊部隊、（部隊解説）

## その他
- 週刊プレイボーイにおいて、小峯隆生が執筆する軍事関係の記事にしばしばコメントする。